# Llista de topònims d'Organyà
Llista de topònims (noms propis de lloc) del municipi d'Organyà, a l'Alt Urgell
Informació actualitzada per un bot. Els canvis manuals es perdran quan s'actualitzi!

## església
| imatge | Nom                             | Ubicat a | instància de    | Detalls                      | coordenades                                                   | Protecció                                            | Commons (més fotos)             | Dades a WD                    |
| ------ | ------------------------------- | -------- | --------------- | ---------------------------- | ------------------------------------------------------------- | ---------------------------------------------------- | ------------------------------- | ----------------------------- |
|        | Mare de Déu del Roser d'Organyà | Organyà  | església        | Estil: arquitectura popular  | 42° 13′ 02″ N, 1° 19′ 48″ E / 42.217166°N,1.329874°E          | bé integrant del patrimoni cultural català           | Mare de Déu del Roser d'Organyà | Modifica les dades a Wikidata |
|        | Sant Martí de Caselles          | Organyà  | església        | Estil: arquitectura popular  | 42° 12′ 41″ N, 1° 18′ 52″ E / 42.2115°N,1.31446°E             | bé integrant del patrimoni cultural català           |                                 | Modifica les dades a Wikidata |
|        | Santa Fe d'Organyà              | Organyà  | església ermita | Estil: arquitectura popular  | 42° 12′ 32″ N, 1° 18′ 05″ E / 42.2089°N,1.30139°E 1207 msnm   | bé cultural d'interès local                          | Santa Fe d'Organyà              | Modifica les dades a Wikidata |
|        | Santa Maria d'Organyà           | Organyà  | església        | Estil: arquitectura romànica | 42° 12′ 41″ N, 1° 19′ 43″ E / 42.211266°N,1.328672°E 558 msnm | bé cultural d'interès nacional bé d'interès cultural | Santa Maria d'Organyà           | Modifica les dades a Wikidata |

## masia
| imatge | Nom           | Ubicat a | instància de | Detalls | coordenades                                                         | Protecció | Commons (més fotos) | Dades a WD                    |
| ------ | ------------- | -------- | ------------ | ------- | ------------------------------------------------------------------- | --------- | ------------------- | ----------------------------- |
|        | Cal Comella   | Organyà  | masia        |         | 42° 13′ 13″ N, 1° 18′ 33″ E / 42.2202695906019°N,1.30907981423487°E |           |                     | Modifica les dades a Wikidata |
|        | Cal Llauna    | Organyà  | masia        |         | 42° 12′ 58″ N, 1° 18′ 17″ E / 42.2160540487209°N,1.30475811741431°E |           |                     | Modifica les dades a Wikidata |
|        | Casa del Camp | Organyà  | masia        |         | 42° 13′ 19″ N, 1° 19′ 02″ E / 42.2218754220867°N,1.31722763572117°E |           |                     | Modifica les dades a Wikidata |
|        | Caselles      | Organyà  | masia        |         | 42° 12′ 42″ N, 1° 18′ 52″ E / 42.2117494842698°N,1.31455270879151°E |           |                     | Modifica les dades a Wikidata |
|        | la Borda      | Organyà  | masia        |         | 42° 12′ 53″ N, 1° 18′ 57″ E / 42.2146231812083°N,1.31583316122328°E |           |                     | Modifica les dades a Wikidata |

## pont
| imatge | Nom                            | Ubicat a | instància de | Detalls                         | coordenades                                                   | Protecció                                  | Commons (més fotos) | Dades a WD                    |
| ------ | ------------------------------ | -------- | ------------ | ------------------------------- | ------------------------------------------------------------- | ------------------------------------------ | ------------------- | ----------------------------- |
|        | Pont d'Espia                   | Organyà  | pont         | Travessa: Segre Hi passa: L-401 | 42° 11′ 12″ N, 1° 19′ 53″ E / 42.186528°N,1.331262°E 531 msnm | bé integrant del patrimoni cultural català | Pont d'Espia        | Modifica les dades a Wikidata |
|        | Pont de Fontanet               | Organyà  | pont         | Estil: arquitectura popular     | 42° 11′ 50″ N, 1° 19′ 41″ E / 42.197087°N,1.328005°E          | bé integrant del patrimoni cultural català |                     | Modifica les dades a Wikidata |
|        | Pont de l'antic camí de Fígols | Organyà  | pont         | Estil: arquitectura popular     | 42° 12′ 37″ N, 1° 19′ 35″ E / 42.210266°N,1.326436°E          | bé integrant del patrimoni cultural català |                     | Modifica les dades a Wikidata |

## Misc
| imatge | Nom                                         | Ubicat a                     | instància de                                   | Detalls                                      | coordenades                                                                                               | Protecció                                  | Commons (més fotos)              | Dades a WD                    |
| ------ | ------------------------------------------- | ---------------------------- | ---------------------------------------------- | -------------------------------------------- | --- | ------------------------------------------ | -------------------------------- | ----------------------------- |
|        | Capella de Sant Ermengol                    | Organyà                      | capella                                        |                                              | | bé cultural d'interès local                |                                  | Modifica les dades a Wikidata |
|        | Creu de terme coberta d'Organyà             | Organyà                      | creu de terme                                  | Estat: enderrocat o destruït                 | |                                            | Creu de terme coberta d'Organyà  | Modifica les dades a Wikidata |
|        | Grau d'Escales                              | Organyà                      | canyó                                          |                                              | 42° 13′ 36″ N, 1° 20′ 22″ E / 42.22664167°N,1.33938889°E                                                  |                                            |                                  | Modifica les dades a Wikidata |
|        | Monument a les Homilies d'Organyà           | Organyà                      | monument                                       |                                              | 42° 12′ 42″ N, 1° 19′ 43″ E / 42.21167°N,1.3287°E                                                         | bé cultural d'interès local                |                                  | Modifica les dades a Wikidata |
|        | Muntanya de Santa Fe                        | Organyà                      | muntanya                                       |                                              | 42° 12′ 33″ N, 1° 18′ 04″ E / 42.2090661303°N,1.30115336685°E 1211 msnm                                   |                                            | Muntanya de Santa Fe             | Modifica les dades a Wikidata |
|        | Muralles d'Organyà                          | Organyà                      | muralla                                        | Estil: arquitectura popular                  | 42° 12′ 37″ N, 1° 19′ 38″ E / 42.2104°N,1.32734°E                                                         | bé integrant del patrimoni cultural català | Portal de les muralles d'Organyà | Modifica les dades a Wikidata |
|        | Organyà                                     | Organyà                      | entitat singular de població capital municipal | 809 hab                                      | 42° 12′ 36″ N, 1° 19′ 36″ E / 42.21011624°N,1.32656715°E 553 msnm                                         |                                            |                                  | Modifica les dades a Wikidata |
|        | Segon tram de mur de contenció de Tresponts | Organyà                      | edifici                                        |                                              | | bé cultural d'interès local                |                                  | Modifica les dades a Wikidata |
|        | Segre                                       | Catalunya Pirineus Orientals | riu curs d'aigua riu aurífer                   | Desemboca: Ebre Llarg: 265km Conca: 22400km² | 42° 24′ 09″ N, 2° 06′ 30″ E / 42.4025°N,2.1084°E 41° 21′ 48″ N, 0° 18′ 16″ E / 41.3633°N,0.3044°E         |                                            | Segre River                      | Modifica les dades a Wikidata |
|        | Túnel de Tresponts                          | Organyà Fígols i Alinyà      | túnel de carretera                             | Llarg: 1300m                                 | 42° 13′ 47″ N, 1° 20′ 26″ E / 42.22963602674326°N,1.3406055466323783°E                                    |                                            |                                  | Modifica les dades a Wikidata |
|        | casa consistorial d'Organyà                 | Organyà                      | casa consistorial                              |                                              | 42° 12′ 38″ N, 1° 19′ 38″ E / 42.2105953°N,1.3273217°E                                                    |                                            |                                  | Modifica les dades a Wikidata |
|        | font Bordonera d'Organyà                    | Organyà Coll de Nargó        | aiguaneix                                      |                                              | 42° 12′ 14″ N, 1° 17′ 52″ E / 42.203897°N,1.297802°E 755 msnm                                             |                                            | Font Bordonera (Coll de Nargó)   | Modifica les dades a Wikidata |
|        | riu de Cabó                                 | Cabó Organyà                 | curs d'aigua                                   | Desemboca: Segre                             | 42° 15′ 26″ N, 1° 09′ 17″ E / 42.257312°N,1.154711°E 42° 13′ 05″ N, 1° 20′ 00″ E / 42.218188°N,1.333273°E |                                            | Riu de Cabó                      | Modifica les dades a Wikidata |